# Distrito de Bruck an der Leitha
Bruck an der Leitha es un distrito del estado de Baja Austria, Austria.

## Municipios

### Localidades con población (año 2018)
- Au am Leithaberge 934
- Bad Deutsch-Altenburg 1765
- Berg 861
- Bruck an der Leitha 7988
- Ebergassing 3904
- Enzersdorf an der Fischa 3163
- Fischamend 5583
- Göttlesbrunn-Arbesthal 1411
- Götzendorf an der Leitha 2062
- Gramatneusiedl 3461
- Hainburg an der Donau 6570
- Haslau-Maria Ellend2004
- Himberg 7375
- Hof am Leithaberge 1549
- Höflein 1234
- Hundsheim 590
- Klein-Neusiedl 907
- Lanzendorf 1886
- Leopoldsdorf 5078
- Mannersdorf am Leithagebirge 4069
- Maria-Lanzendorf 2129
- Moosbrunn 1777
- Petronell-Carnuntum 1245
- Prellenkirchen 1577
- Rauchenwarth 742
- Rohrau 1609
- Scharndorf 1159
- Schwadorf 2180
- Schwechat 18 026
- Sommerein 1947
- Trautmannsdorf an der Leitha 2886
- Wolfsthal 1032
- Zwölfaxing 1744

Barrios, aldeas y otras subdivisiones del municipio se indican con letras pequeñas.
- Au am Leithaberge
- Bad Deutsch-Altenburg
- Berg
- Bruck an der Leitha
  - Bruck an der Leitha, Wilfleinsdorf, Schloss Prugg
- Enzersdorf an der Fischa
  - Enzersdorf an der Fischa, Margarethen am Moos
- Göttlesbrunn-Arbesthal
  - Arbesthal, Göttlesbrunn
- Götzendorf an der Leitha
  - Götzendorf an der Leitha, Pischelsdorf
- Hainburg an der Donau
- Haslau-Maria Ellend
  - Haslau an der Donau, Maria Ellend
- Hof am Leithaberge
- Höflein
- Hundsheim
- Mannersdorf am Leithagebirge
  - Mannersdorf am Leithagebirge, Wasenbruck
- Petronell-Carnuntum
- Prellenkirchen
  - Deutsch-Haslau, Prellenkirchen, Schönabrunn
- Rohrau
  - Gerhaus, Hollern, Pachfurth, Rohrau
- Scharndorf
  - Regelsbrunn, Scharndorf, Wildungsmauer
- Sommerein
- Trautmannsdorf an der Leitha
  - Gallbrunn, Sarasdorf, Stixneusiedl, Trautmannsdorf an der Leitha
- Wolfsthal

## Galería

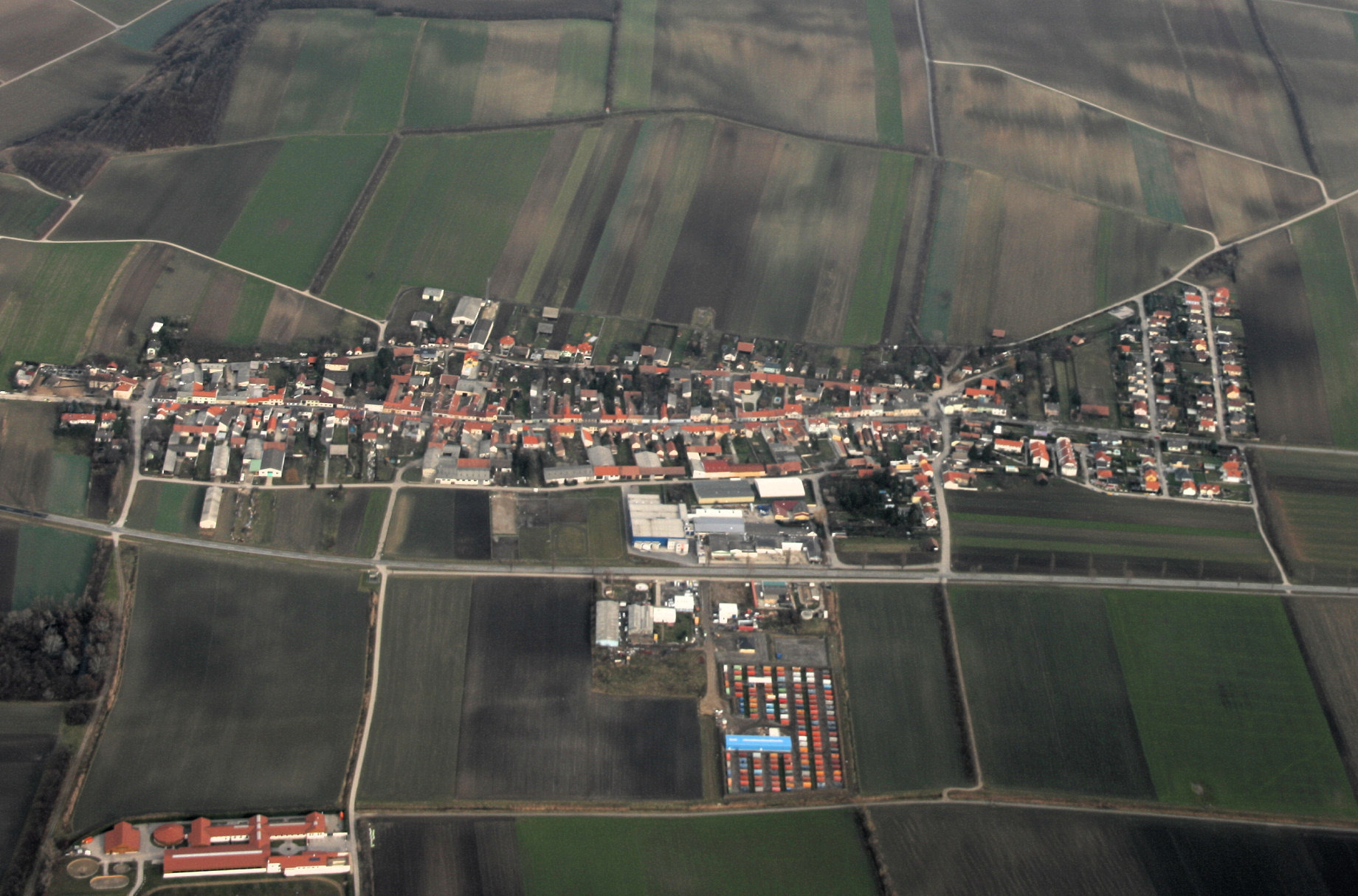
Gallbrunn, Austria
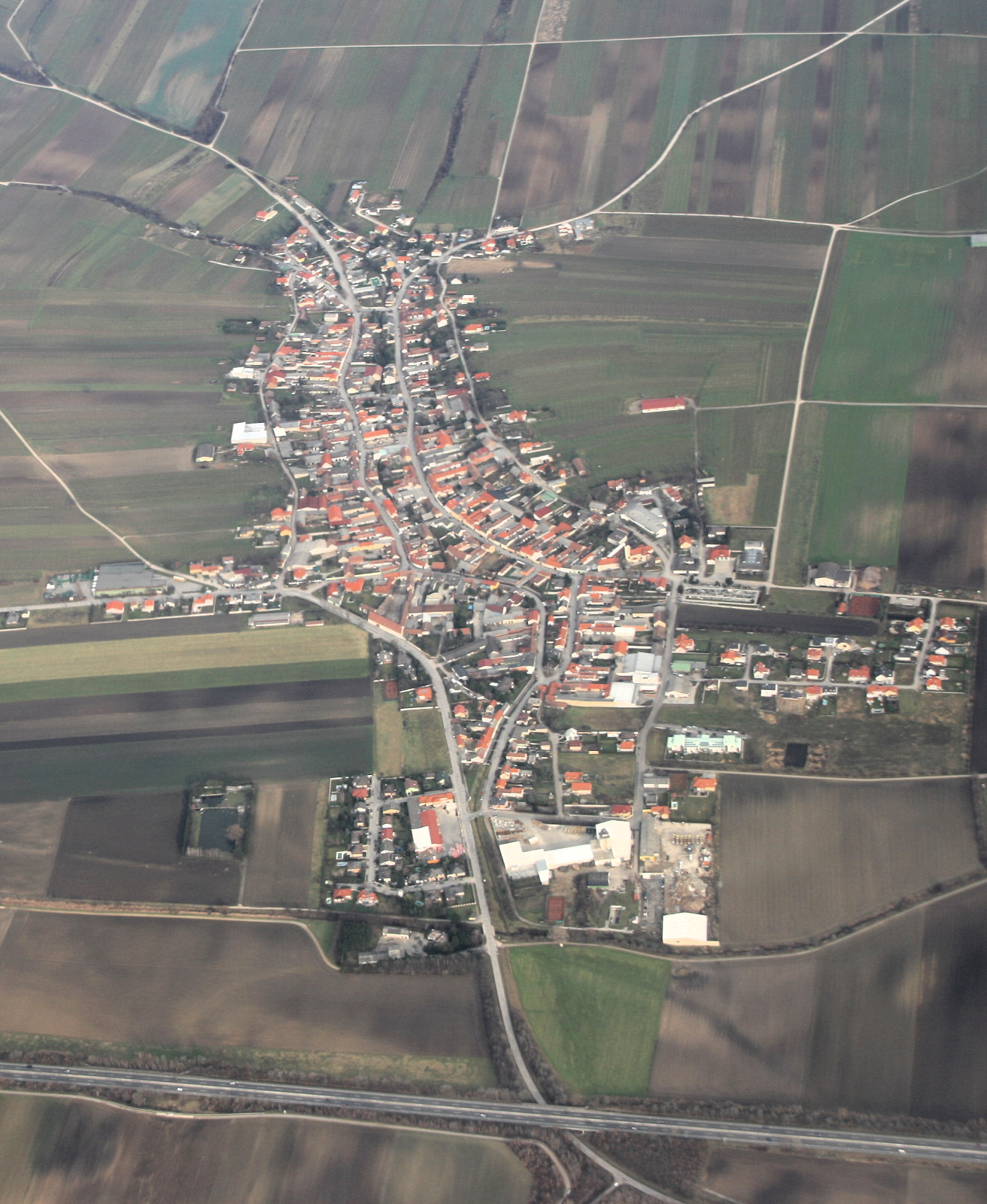
Göttlesbrunn, Austria